# رشيد للبترول

## تاريخ الشركة
تأسست عام 1999 م وعهد إليها بإدارة (شركة البرلس للغاز) و قد بدأت عملية إستكشاف الغاز في البحر المتوسط من قبل الشريك الأجنبي بي جي البريطانية في مصر عام 1998 م، ثم أصبحت ممثلاً لشركة شل و بتروناس الماليزية.

## نشاط الشركة
يتمثل النشاط الرئيسي للشركة في إستكشاف الغاز الطبيعي في المياه العميقة في مصر باعتبارها الكيان المشترك بين الهيئة المصرية العامة للبترول والشريك الأجنبي.

## إنتاج الشركة
يصل إنتاج الشركة إلى حوالي مليارين و600 مليون قدم مكعب يومياً، من خلال محطة إنتاجها الخاصة بالشركة على شاطئ إدكو بمحافظة البحيرة ، ومحطة البرلس للغاز.

## الشركات التابعة
- البرلس للغاز
- شمال إدكو للبترول

## رؤساء الشركة
- شريف حسب الله شديد (مايو 2020 - حتى الآن).[1]
- إبراهيم صالح
- هاني حافظ
- طارق العطار
- طلعت أسعد
- رأفت البلتاجي
- طاهر عبد الرحيم
- هشام العطار
- صبري الشرقاوي
- محمد سمير محمد عبد اللطيف